# 景星镇 (墨江县)
景星镇，是中华人民共和国云南省普洱市墨江哈尼族自治县下辖的一个乡镇级行政单位。
2012年12月28日，云南省人民政府批复同意撤销景星乡，设立景星镇。

## 行政区划
景星镇下辖以下地区：
景星村、新华村、涵德村、太和村、赛云村、路思村、曼兰村、山碧村、正龙村、官厅村和过者村。